# Las Provincias
Las Provincias és un diari en castellà d'informació general publicat al País Valencià de línia editorial conservadora. Durant la Transició, va ser el màxim òrgan de difusió del blaverisme.

## Fundació
El periòdic Las Provincias nasqué el 31 de gener de 1866, de mans de l'impressor Federico Doménech i del periodista Teodor Llorente, els quals compraren la base del diari La Opinión al seu propietari, el financer i polític conservador José Campo, Marqués de Campo, qui condicionà la venda al canvi de capçalera.
Llorente es va basar en premsa independent però influent, com el Diario de Barcelona de Joan Mañé. Una de les línies editorials del nou diari, heretades de la seua etapa a La Opinión, va ser la defensa de Les Províncies, és a dir, reclamar una major descentralització social i moral de l'Estat Espanyol. Llorente defenia que el nom de la publicació es devia al desig de ser, en la premsa espanyola, l'altaveu d'allò que ocorria i es pensava fora de Madrid. Esta línia editorial li va valdre crítiques des de periòdics basats en la capital d'Espanya, com La Época.
La decisió amb què Las Provincias va enfrontar-se a diferents afers político socials va donar-li un gran prestigi al seu director, fins al punt que Víctor Balaguer atribuïa la caiguda del govern de Cánovas del Castillo a un article publicat per Llorente el 4 de gener de 1881. D'altra banda, el periòdic va donar gran cobertura, tot publicant al diari els cartells anunciadors, a les convocatòries dels Jocs Florals de Barcelona i València. El fet que a Las Provincias es donara cobertura a reflexions, no exemptes de polèmica, sobre el regionalisme, el valencianisme o la normalització de la llengua valenciana, varen fer que fora el periòdic més sensible envers el moviment lingüístic i literari de la renaixença.
En morir el seu fundador, els escriptors catalans, a l'Anuari de l'Institut d'Estudis Catalans, declararen que Las Provincias havia suposat una transformació de la premsa espanyola publicada fora de Madrid, fent-la més autònoma, alhora que destacaven la justícia amb què Llorente i el seu diari havien tractat a Catalunya, amb vindicacions cap a la cultura catalana i agradoses cròniques dels esdeveniments més importants del moviment catalanista. No debades el periòdic feu una gran promoció de l'obra d'autors com Jacint Verdaguer, Víctor Balaguer o Jaume Collell.
El 1872 es fongué amb el Diari Mercantil, i des de 1880 publicà un anuari amb tota mena de textos literaris o històrics, que no es posava a la venda sinó que s'obsequiava als subscriptors. En 1904, per motius econòmics i de salut, Llorente va vendre el periòdic a l'impressor Frederic Doménech. Teodor Llorente quedà com a director honorífic, mentre que la direcció efetiva va recaure en mans del seu fill, Teodor Llorente i Falcó.
El 1921 va adquirir una nova màquina rotativa que li va permetre treure al carrer diàriament vuit pàgines. Cinc anys després es va convertir en el pioner dels còmics valencians en publicar un suplement infantil de títol idèntic al que llavors editava ABC: Gente Menuda.
El 1931, amb el gravat, les pàgines es redueixen a la meitat de superfície, açò és, s'adapta al format actual. Eixe mateix any esdevingué societat anònima.
Durant la Guerra Civil, el diari emmudí, car les impremtes foren confiscades, publicant-s'hi de primer uns fulls de la UGT i la CNT, per a, a partir del 21 d'agost, eixir-ne només el diari anarquista Forja Social. Aquest silenci imposat durà els tres anys de la guerra (1936-1939).
El 14 d'octubre de 1957, la Gran Riuada de València malmet seriosament les instal·lacions del periòdic a l'Albereda. S'hi perden milers de documents i fotografies.
En l'actualitat la família Reyna Domenech-Zarranz Domenech, propietària històrica de Las Provincias, es manté a la direcció, mentre que el Grupo Vocento posseeix més del 50% de l'accionariat.

## Mitjans pertanyents a Las Provincias Grup Multimèdia
Las Provincias és el segon diari de la província de València per difusió i tiratge, segons dades de OJD i l'Estudi General de Mitjans (EGM). A més de l'edició de València, publica edicions per a Alacant i Castelló, i a la província de València, per a les comarques de la Ribera (al costat de la Costera, Canal de Navarrés i la Vall d'Albaida) i la Safor, a més d'una edició pròpia per a les comarques de la Marina (Alacant).
El seu director és Julián Quirós. Els suplements són: Esports (dilluns), Extra Motor (dijous), Zona LP (divendres), Medi Ambient (divendres, quinzenal), Salud LP (divendres, quinzenal), Infoempleo-Euros (diumenges), Golf (tercer dissabte de cada mes, mensual), Guia Immobiliària de la Comunitat Valenciana (últim dissabte de cada mes, mensual) i Les nostres Festes (dijous, només durant juliol, agost i setembre), així com els suplements de Vocento XL Semanal, Tv Mas, i Mujer Hoy.
El diari compta amb una edició digital que inclou les últimes notícies. En 2006 va incorporar una versió pròpia per a Alacant i una altra per a Castelló.

### Las Provincias Punto Radio
Emissora de ràdio generalista i que emet en cadena la programació nacional de Punto Radio, així com programes i informatius de caràcter local. Entre la seva programació destaquen espais d'emissió nacional com Protagonistas, El Mirador, amb Agustín Castellote, De Costa a Costa o Siempre en Domingo, amb Ramón García, i d'emissió local com Juego Limpio, amb Kike Mateu, o El Mirador de la Lliga, amb José Molins, Juan Carlos Villena i Paco García Polit. El seu director és Alfonso L. Quiñones.

### Mitjans històrics
Mitjans que van pertànyer al grup i han deixat de publicar-se:
El Micalet. València Cap de setmana: Setmanari gratuït que es distribuïa a València i la seua àrea metropolitana i que va prendre el seu nom del Micalet, la torre campanar de la catedral de València, un dels símbols de la ciutat.
A l'octubre de 2007 va deixar de ser una publicació diària d'informació general per passar a ser un setmanari, també gratuït, dedicat a l'oci i la cultura de la ciutat de València. Es distribueix els divendres i, des de maig de 2008, també es publicava al costat de Las Provincias els divendres com un suplement, substituint així al cuadernillo ZonaLP que es va deixar de publicar. El seu director era des de la seva fundació el periodista David Burguera. Va ser substituït en 2009 pel suplement d'oci GPS, Guia Per Sortir.
La 10 Comunitat Valenciana, antigament conegut com a Las Provincias Televisión: Canal de televisió que emetia al País Valencià. Emetia la programació en cadena que anteriorment s'agrupava sota la marca Punto TV, a més de programes i informatius. El 17 de maig de 2010, va canviar la seva marca i la seva mosca de Las Provincias TV a La 10 Comunitat Valenciana. Després del salt de la 10 a nivell nacional, el 20 de setembre de 2010, La 10 Comunitat Valenciana va cessar les seves emissions.

## Periodistes rellevants en la història de Las Provincias
- Teodor Llorente i Olivares (Escriptor, primer director del periòdic)
- Vicent Andrés i Estellés (Periodista i escriptor)
- Joan Fuster (Escriptor valencià)
- Jose Manuel Dasí (Periodista i cronista parlamentari)
- María Consuelo Reyna (Periodista, directora del periòdic durant 21 anys)
- Artur Balder (Pintor, escriptor i director de cinema)
- Carlos Aimeur (Periodista i escriptor, guanyador del Premi Blasco Ibáñez de Novel·la 2007)
- Francisco Peris Mencheta (Periodista, considerat el primer corresponsal de guerra espanyol)
- Vicente Calvo Acacio (Periodista, escriptor i crític literari)
- Eduardo Sancho (Periodista, un dels pioners de la televisió a l'Estat espanyol)
- Francesc de Paula Burguera (Periodista, escriptor i polític)
- Martín Domínguez Barberá (Periodista i escriptor, director del periòdic en l'època posterior a la riuada del 1957 i que va ser apartat del càrrec per les seues reclamacions sobre ajudes per a la ciutat)
- Carme Karr i Alfonsetti (Periodista i escriptora, una de les precursores del feminisme en el segle xix)
- Ricard Bellveser (Periodista, escriptor i crític literari, exredactor en cap del diari)
- Manuel Alcántara (Periodista i escriptor)

## Directors
- Teodor Llorente Olivares (1866-1904)
- Teodor Llorente Falcó (1904-1949)
- Martí Domínguez Barberà (1949-1958)
- José Ombuena Antiñolo (1958-1978)
- María Consuelo Reyna Doménech (1978-1999)
- Francisco Pérez Puche (1999-2003)
- Pedro Ortiz Simarro (2003-2009)
- Julián Quirós Monago (2009-2020)[8]
- Jesús Trelis (2020-actualitat)[9]